# Dipolydora socialis
Dipolydora socialis är en ringmaskart som först beskrevs av Schmarda 1861.  I den svenska databasen Dyntaxa används istället namnet Polydora socialis. Dipolydora socialis ingår i släktet Dipolydora och familjen Spionidae. Arten har ej påträffats i Sverige. Inga underarter finns listade i Catalogue of Life.